# Павлов, Степан Степанович
Степан Степанович Павлов (23 мая 1956, Шевченковка, Херсонская область) — советский и украинский футболист, нападающий, украинский тренер. Мастер спорта СССР (1989).

## Биография

### Игровая карьера
Воспитанник школьной футбольной секции родного села, первый тренер — Павел Рокитянский. Долгое время всерьёз не связывал свою жизнь с футболом — отучился один курс в вузе, затем был призван на военную службу, которую проходил в морской пехоте в Севастополе. После окончания службы остался в городе и стал работать на заводе «Парус», одновременно играл в футбол за местные коллективы физкультуры. Получал предложения о переходе в команды мастеров, но отказывался, так как зарплата квалифицированного рабочего на заводе была выше, чем футболиста команд второй лиги.
В 25-летнем возрасте дебютировал в соревнованиях мастеров в составе севастопольской «Атлантики» и сразу стал одним из лидеров нападения клуба. За первые четыре сезона в команде забил более 50 голов во второй лиге. Получал предложения от клубов первой и высшей лиги — харьковского «Металлиста», донецкого «Шахтёра», но местные футбольные власти и супруга удерживали его от перехода.
В 1986 году по приглашению бывшего тренера «Атлантики» Анатолия Заяева перешёл в «Таврию», где провёл два сезона. В 1987 году стал победителем зонального турнира второй лиги и чемпионом Украинской ССР. Также стал полуфиналистом Кубка СССР 1986/87, однако свой последний матч в той кубковой кампании сыграл на стадии 1/8 финала. Участник контрольного матча сборной Крыма против сборной СССР в 1986 году (2:3).
В 1988 году вернулся в севастопольский клуб, переименованный в «Чайку». Стал лучшим бомбардиром украинской зоны второй лиги 1988 года с 36 голами. Сезон 1990 года провёл в составе луцкой «Волыни».
Всего в украинской зоне второй лиги провёл 361 матч и забил 139 голов. Занимает шестое место в символическом «Клубе Евгения Деревяги» для футболистов, забивших более 100 голов в украинской зоне. В том числе более 100 голов забил за «Атлантику»/«Чайку».
В начале 1991 года вместе с тренером Виталием Кварцяным, работавшим до того в «Волыни», и группой игроков из СССР (Александр Белозерский, Арманд Зейберлиньш, Николай Слука) перешёл в польский клуб третьего дивизиона «Островия», провёл в его составе полтора сезона. В первом сезоне команду удалось удержать от вылета, а в сезоне 1991/92 она финишировала на третьем месте в своей зоне, а сам Павлов, по его словам, стал лучшим бомбардиром зонального турнира с 22 голами[уточнить].
После возвращения из Польши весной 1993 года сыграл 3 матча за «Чайку» (Севастополь), но в одном из них получил травму и завершил профессиональную карьеру. Затем несколько лет играл в любительских соревнованиях за команду «Волна» (Андреевка).

### Тренерская карьера
На рубеже 1990-х и 2000-х годов тренировал любительский клуб «Джошуа» (Севастополь). В 2001 году Виталий Кварцяный пригласил Павлова в тренерский штаб «Волыни», где специалист отработал более 10 лет в должностях тренера, старшего тренера, главного тренера дубля. Дважды во время болезни Кварцяного Павлов исполнял обязанности главного тренера «Волыни» — в июне 2003 и августе 2010 года, оба раза под его руководством команда провела по два матча в высшей лиге Украины.
С 2011 года работал в тренерском штабе «Севастополя». После расформирования профессиональной команды, стал работать в Севастополе детским тренером.

## Личная жизнь
Женат. Сын Евгений (род. 1991) тоже стал профессиональным футболистом. Также есть дочь.